# Goodbye Tears
「Goodbye Tears」（グッドバイ･ティアーズ）は、2010年4月10日にリリースされた、原田真二通算38作目のシングル。

## 概要
- 元々は2005年、原田が中心になって定期的に開催していたライヴイベント「NEW POWER GENERATION」の中で、バンド「generation （Shinji+川野直輝）」として初披露され、歌われた。
- 同年に出演したBS朝日 「MUSIC SOUL」では、ピアノの弾き語りで披露され、その後商品化が待たれていたが、2010年になりソロ・シングルとして発売された。
- シングル発売後に、長崎県軍艦島ロケを敢行したミュージック・ビデオが製作され、メイキング付で販売もされている。
- 2010年10月に行われた赤坂BLITZライヴでは、楽曲生演奏に合わせスクリーンが下りてきてビデオを映し出す、原田としては珍しい試みをしている。
- カップリングは、日本テレビ「24時間テレビ〜愛は地球を救う」2009年広島ローカルでのテーマとして作られた。
- ボーナスビデオとして、その24時間テレビ番組出演の際、子供達と共に歌われた「広島の夢」歌唱シーンを収録したCD EXTRA搭載

## 収録曲
- 全作詞・作曲・編曲：原田真二

1. Goodbye Tears
2. 広島の夢〜Dream of Hiroshima
3. Goodbye Tears （カラオケ）
4. 広島の夢〜Dream of Hiroshima （カラオケ）

- special bonus video （CD EXTRA）

広島テレビ「24時間テレビ・広島」より 「広島の夢〜〜Dream of Hiroshima〜」歌唱シーン